# ألان كومبز
ألان كومبز (بالإنجليزية: Allan Combs)‏ هو عالم نفس أمريكي، ولد في 6 نوفمبر 1942.